# Часовня Девы Марии и Ангелов
Часовня Девы Марии и Ангелов («Детская часовня», англ. Children's Chapel / Chapel of Saint Mary and the Angels) — часовня церкви святого Иакова в Сиднее, Австралия. Часовня была создана для детей младшего возраста, для которых по воскресеньям проходила Евхаристия в адаптированной форме. Стены и потолок часовни расписаны сценами, вдохновлёнными рождественским гимном «Как я сидел под смоковницей» («As I Sat Under A Sycamore Tree»).
Фрески были придуманы Этелем Андерсоном (Ethel Anderson) и нарисованы в качестве совместного проекта группы современных художников Turramurra Wall Painters Union—a group, основанной в 1927 году Андерсоном, в которой были Этель Андерсон, Бетия (Bethia) Андерсон, сестры Гвен и Жан Рэмси (Gwen, Jean Ramsey), Рой де Местр (Roy de Maistre) и Роланд Уоклин (Roland Wakelin). Друзья художников помогли, сделав небольшие части картины. Некоторые части росписи связаны с отдельными художниками, некоторые из них подписаны. Ректор церкви Сент-Джеймс того времени, Филипп Миклем (Philip Micklem), был другом Андерсона и сам предложил группе художников украсить церковь. Эта работа была проведена в период с октября по декабрь 1929 года и была завершена к Рождеству; первая служба была проведена 22 декабря 1929 года.
В основе идеи лежало желание показать детям что-то столь красивое, что позволит «пробудить душу»; показать духовный мир через материальный. Наличествовало желание создать эффект, характерный для Келлской книги, «вот почему было использовано столь много золота»; для большей достоверности изображений художники использовали в качестве моделей реальные фотографии. Журнал Home в 1930 году отмечал игру света в часовне и отражение одежды детей в золотых деталях.
В гимне описывается прибытие святой семьи по морю в Вифлеем, в сопровождении архангела Михаила и Иоанна Богослова; художники, используя реальные фотографии, поместили на фрески виды современной им бухты в Сиднее.
В 1952 году Андерсон провела ряд ремонтных работ на фресках, но попросила, чтобы дальнейшая работа не делалась при её жизни. Она умерла в 1958 году. К 1980 году состояние фресок настолько ухудшилось, что часовню пришлось закрыть. Широкие слои краски были утрачены в результате кристаллизации солей на поверхности стены. На грант от Heritage Council of New South Wales часовня была в 1992 году восстановлена под эгидой International Conservation Services. Те части фрески, что были серьёзно повреждены, были нарисованы заново с использованием современных фотографий в качестве руководства к восстановлению. Работа соответствует оригиналу, но всё же отличима от него.